# 映画ドラえもん のび太と緑の巨人伝
- ドラえもん > ドラえもんの派生作品 > ドラえもん (2005年のテレビアニメ)  > ドラえもん映画作品 > 映画ドラえもん のび太と緑の巨人伝

『映画ドラえもん のび太と緑の巨人伝』（えいがドラえもん のびたとみどりのきょじんでん）は、藤子・F・不二雄の漫画『ドラえもん』を原作とした、2008年の日本のアニメ映画。映画「ドラえもん」シリーズの28作目である。並行し、藤子プロの岡田康則によって漫画化され、『月刊コロコロコミック』2008年2月号・3月号に掲載、同年3月に結末を含む描き下ろし30ページを加えた完全版として単行本化された。大長編ドラえもん作品では前作『ドラえもん映画ストーリー のび太の新魔界大冒険』に続き26作目、第2期大長編シリーズでは2作目。監督は渡辺歩、脚本は大野木寛が務めた。
キャッチコピーは「僕らの希望が未来を動かす。」
第32回日本アカデミー賞優秀アニメーション作品賞を受賞した。

## 概要
原案はてんとう虫コミックス『ドラえもん』33巻収録の短編「さらばキー坊」。地球の植物を自分の星に移住させ、地球人を根絶やしにしようとたくらむ植物型宇宙人の計画を阻止しようとするドラえもん、のび太らの活躍を描く。前作まで大長編のリメイク作品が製作されていた第2期シリーズにとっては、初のオリジナル作品である。
予告編と実際に上映された本編の映像とでは異なる部分があり、予告編に登場した空飛ぶ乗り物「スカイリーフ」は映画では登場しない。
また、本作を元としたゲーム『ドラえもん のび太と緑の巨人伝DS』も発売された。こちらは前作のようなカードゲームではなく、横スクロールアクションゲームである。
映画のエンドロールが終わった後には前作と同じくおまけ映像があり、その中で2009年にも映画が公開されることがドラえもんによって発表されている。一瞬だけドラえもんと共に『ドラえもん のび太の宇宙開拓史』に登場したチャミーが現れ、宇宙空間を漂う映像になる（映画公開から約4ヶ月後、『ドラえもん 新・のび太の宇宙開拓史』の情報が正式に発表された）。
2009年2月6日にテレビ朝日開局50周年記念番組の50時間テレビの一番組として初めてテレビ放送されたが、放送時間の都合上一部の場面がカットされた（ドラミがひみつ道具を取りに来る場面など）。

## ストーリー
ある日のび太は、裏山にあるゴミの不法投棄された場所で小さな苗木を見つけ、家に持ち帰る。しかしママには「庭に植えてはいけない」と言われてしまう。困ったのび太がドラえもんに相談すると、ドラえもんはひみつ道具の植物自動化液を取り出す。これを植物にかけると、どんな植物も自由に動けるようになるという。さっそく液をかけた次の日の朝、自由に動けるようになった苗木に「キー坊」とのび太は名前をつけ、弟のように可愛がる。ママたちともうち解け合い、キー坊はやがて野比家の家族となっていく。
しかし、裏山で発見された謎の物体を追っていくうちに植物型宇宙人たちが住む惑星・緑の星に迷い込んでしまったドラえもん達は、地球の植物を全て緑の星に移住させるために地球の人類を根絶やしにするという恐ろしい企み「地球人絶滅計画」を知る。緑の星の女王であるリーレと出会い、彼女の手を借りて地球へ戻ろうとする一同だが、大臣のシラーは絶滅計画の切り札である緑の巨人を復活させる為の生贄としてキー坊を誘拐した。計画に反対する長老ジィの助けで何とか地球へ戻ったドラえもん達だったが、地球全土は既に「緑兵」の侵攻を受けて緑に覆われてしまっていた。
人類は滅ぼされたかに思われたが、緑の星へ飛ばされた際にドラえもんのポケットからこぼれ落ちたタンマウォッチの効果で、地球全土の時間が停止している事が発覚。まだ計画を止めるチャンスがあると気づいた一同は、緑の巨人復活を阻止するべくキー坊の救出に向かう。のび太の呼びかけにより生贄にされる寸前で脱出したキー坊だったが、彼の目の前には、かつて一緒に遊んだ女の子の持ち物であるジョーロが落ちていた。女の子が死んだと誤解したキー坊の悲しみと怒りは緑の巨人を覚醒させてしまい、ドラえもんたちはおろかシラーたち緑の星の住人も緑に呑まれていく。かろうじて意識を取り戻したのび太にリーレは怒りをぶつけるが、のび太はただひたすらキー坊を救い出そうと尽力する。その姿に心打たれたリーレも協力し、キー坊は緑の巨人から解放。その影響で緑の中に囚われていたドラえもん達やシラーも解放される。
暴走した緑の巨人は緑の星にも壊滅的な被害を与えており、土砂に覆い隠されていた戦争の痕跡が露呈する。シラーは緑の星もかつて人類と同じ過ちを犯していたことを知って計画を後悔し、のび太とキー坊の関係に希望を見た長老ジィは最期の力で滅びかけた両星を救う。のび太と和解したリーレは人類に時間を与える事を議会に訴え、遂に人類絶滅計画は撤回された。同時にのび太達はキー坊の言葉を理解できるようになる。のび太達は無事に地球に帰宅した。長老ジィの後を継ぐことを決意したキー坊は緑の星に留まる事を決意し、のび太達に別れを告げて去っていく。その夜、帰宅したドラえもんとのび太の様子に全てを察したパパとママは、あえてキー坊の行方を問いただすことなく二人を暖かく迎えたのだった。

## 声の出演
今作では子供が声優として声を担当しているが、これは監督の渡辺の要望によるものである。
- ドラえもん - 水田わさび
- 野比のび太 - 大原めぐみ
- 源静香 - かかずゆみ
- 剛田武（ジャイアン） - 木村昴
- 骨川スネ夫 - 関智一
- 野比玉子（のび太のママ） - 三石琴乃
- 野比のび助（のび太のパパ） - 松本保典
- ドラミ - 千秋

登場からわずか15秒ほどで退場した（目的はひみつ道具を取りに来るため）。
- 出木杉英才 - 萩野志保子（テレビ朝日アナウンサー）
- ヤマ - 石田ことみ
- ナエ - 上野一舞
- ヤマの父 - 菅原淳一
- ヤマの母 - まるたまり
- アナウンサー - 宇垣秀成
- 兵 - 楠見尚己、高戸靖広、後藤史彦
- 女官 - 瀬那歩美
- ロク - 土屋蓉子
- モヤ - 渡邉甚平
- 議員 - 千葉常晟、川嶋大晴、松崎将也、野寺美希、小林優太郎、山口華奈、渡部雅史
- 歴史を語る子どもたち - 水口雄喜、丸山ゆま、並木瑠花、大川渓、上野裕太、中村奈央

## ゲストキャラクター
キー坊
声 - 吉越拓矢
裏山にあった苗木をドラえもんの「植物自動化液」で動けるようにしてもらった木。まだ生まれたばかりの子供であるが故に、好奇心旺盛でのび太達の制止を無視して勝手に何処かへ行ってしまうことが多い。原作「さらばキー坊」よりデザインが大幅に変更され、小さな子供のような外見となった。
2008年10月31日に放送されたドラえもんの2話目と2008年大晦日SPでは、のび太の部屋のカレンダーにキー坊が描かれていた。
リーレ
声 - 堀北真希
緑の星の女王。全宇宙植物会議総長。頭頂部が蕾のような形をしている以外は人型をとっており、登場する植物星人で1番人間に近い容姿をしている。植物星人たちの議会では豪華な着物と竹馬のような厚底の靴といった立派な正装姿だが、実際はのび太達と同年代程度の外見の少女。
小さい頃は御転婆で無断でお城を抜け出すこともあったが、両親を失った寂しさで周囲に心を閉ざした結果、我侭な性格になってしまい、地球に帰れなくなって本気で困っていたのび太達に「地球に返す」といい加減な約束をする等している。緑の星を統治し、宇宙全体の植物星人を取りまとめる大事な役目を持っているが、精神的には寂しさを抱えた少女のままのため、政治もシラーに任せっきりであり、地球に戦争を仕掛ける事の意味についてもまったく理解出来ていないどころか、興味すら示しておらず、遠征法可決のための演説もただ原稿を読み上げるだけでシラーの傀儡状態だった。
しかし、のび太達との出会いで心身共に成長し、最後は議会にて争いよりも対話を選択し、自分らしく自由に生きる事を選んで正装を脱ぎ、頭の蕾もバラのような形に花開いた。
長老ジィ
声 - 三宅裕司
緑の星を旅して、生命の営みを見守り続けている長老。他の植物型宇宙人は皆植物の形態を取るのに対し、彼のみモチーフが菌類。リーレに追いかけられていたキー坊と遭遇し、のび太やドラえもん達との再会に協力する。鈍そうな外見に反して、意外に動きは素早い。その正体は明確に語られていないものの、映画では黒双葉を指して「私から盗んだものを返して欲しい」「わしの懐からくすねた物」と発言し、シラーの「伝説の長老とでも言うのか」という問いに「この星はわし自身」と答えているほか、終盤にのび太とキー坊に対し「遠い昔の自分を重ねた」と告げており、緑の星の始まりである「一人と一粒」における人間であり、緑の星や緑の巨人と同一の（擬人化した）存在であることが示唆されている。
ジョーロの女の子
声 - 松元環季
映画の前半部分に登場。キー坊と仲良くなる。これは監督の渡辺が街で見かけた、植物に水をやる少女がモデルになっている。映画ストーリーでは未登場。
シラー
声 - 大塚周夫
リーレの配下であるが、実質的に政治を担い、緑の星の実権全てを握る大臣のような存在。リーレを利用して地球の植物を緑の星に移住させる計画を立てているが、実際は地球に戦争を仕掛け人類を滅ぼそうとしていた。人間が植物を傷つけるだけの存在と見下しながら、自身では緑の巨人を復活させるために地球生まれであるという理由から同じ植物のキー坊を犠牲にしようとしたり、戦艦で大樹を平気で傷つけている等強硬手段を辞さない。
終盤、映画では復活させた緑の巨人の暴走により、地球のみならず、緑の星にも多大な被害が出てしまい、最悪の状況に愕然として己の過ちを悟る。漫画版ではドラえもんたちに敗北し、リーレが植物星の動物との共生を目指す穏健姿勢を打ち出していった。
パルナ
声 - 有田哲平（くりぃむしちゅー）
シラーの配下。一般兵士を統率するリーダー格。横暴な振る舞いが多いが、おっちょこちょいで憎めない所がある。見た目は茄子。
グリンピア兵士（緑兵）
武器は丸い球が付いた棒で攻撃する。シラーとパルナの命令には忠実な部下である。

## 設定
緑の星（漫画版 - 緑の星・グリン）
地球まで行ける宇宙船、ワープゲート等高度な科学力を持ち全宇宙の植物星交易の要衝として栄え様々な植物星人が暮らしている。
宇宙における緑の問題を解決する全宇宙植物会議という議会が存在しており、地球での環境破壊が取り上げられた事が物語の発端となった。
巨大な湖に浮かぶ水上都市「グリンピア（漫画版 - グリンシティー）」から離れた森林地帯には「森の民」が生活している。
- 映画

巨大な縦穴が存在し、ヤマ曰く「星の裏側まで繋がり、ずっとずっと空まで繋がっている」。地底にはかつて戦争で滅びた文明の汚れた名残があり、それを覆い隠すように繁栄している。
- 映画ストーリー

見た目は豊かな自然と緑にあふれているものの、地球より土は痩せており、森は食物がほとんど取れない。ドラえもんの「畑のレストラン」も小ぶりで味もイマイチなものしか作れなかった。かつて一面に咲いていたという花も今は一輪も咲いていない。はるか昔は動物たちも暮らしていたが、植物たちとの長い戦いの末に敗北し、姿を消した。物語の終盤、動物との共生を打ち出して沸く中央議会場を、森から眺める動物たちの姿が描かれる。
ドロムシ（映画）
ずっと泥の中で子供を育て、孵化する際一斉に地上へ出てくる。子供は泥の玉の中におり、親は子供が孵化すると死んでいく。ドロムシの孵化は二つの月が重なる晩に起き、森の民はその日を祭りの日にしている。
伝説（映画）
昔々、大きな町に沢山の人が住んでいました。ある日いばりんぼうが現れて、この世界が自分の物だと言い出しました。すると、別の町からもいばりんぼうが何人も現れて、世界の取り合いになりました。取り合いは益々激しくなって、とうとう世界は燃えはじめ、空から降ってきた火の玉で燃え尽きそうになりました。すると、土の中から大きな木が現れて、この世に残った人たちを守ってくれました。大きな木の力で、再びこの世界は蘇ったのでした。
地球遠征法
地球の全植物を緑の星へ移す計画。だがその実、植物を傷つけてきた地球人に「緑の怒り」を与えるための口実であり、シラーは「地球人絶滅計画（漫画版 - 地球人滅亡計画）」として緑兵を送り込み、戦争を仕掛けた。
緑兵
紫色のプランターから生まれるスライム状の兵器。大量に地球へ送り込まれ、緑色の苔のような物で地上を埋め尽くしていく。
- 映画ストーリー

「緑兵の苗」として、巨人復活の研究と共に生み出された兵器。植物を合成して作っているが核が無いため、本物の緑の巨人のようにはならない。
緑の巨人
- 映画

シラーが地球人絶滅計画の為に用意していた切り札。当初はキー坊を生贄にして発動するはずだったが、キー坊がジョーロの女の子の死を誤解した際の悲しみと憎しみに反応し、巨人の黒双葉が巨大化し大樹となった。緑の星の住人にも制御できない状態に陥っており、シラーすら内部へ取り込まれて緑色の結晶に封じ込められてしまったほか、枝から発する雷で周囲を無差別攻撃し、傷ついた緑兵の報復攻撃との撃ち合いで周囲は焦土と化してしまう。更に巨大な根で緑の星からエネルギーを吸い取り、緑に溢れた大地を荒廃させた。内部では蔦でキー坊を拘束してエネルギーを吸い取っていたが、のび太とリーレが茶色の液体（人体に触れると身体が膨れ上がり、キー坊への接触を阻むように外部へ吹き飛ばす性質を持つ）を乗り越えてキー坊に水を与えたことで拘束が解除された。最後は長老ジィの気力により崩壊したが、同時に発生した大量の泥で緑の星は大きな被害を受けてしまった。
- 映画ストーリー

森の民の間では動物たちを森の奥へ連れて行き、戦いを終結させた守り神として伝えられている。しかしリーレによるとそれはおとぎ話であり、実際は動物たちを消し去ることで戦争を終結させた存在。シラーが地球人を滅亡させるため、密かに研究を進めていた。キー坊を核にして復活し、シラーのコントローラーで一時的に操られるが、のび太が吹くうら山の笛の音で自我を取り戻す。シラーの命令で襲いかかる巨大な緑兵を打ち払ったあと、溶けてしまう。
- ゲーム版

救世主が現れるという伝説を信じたシラーが、「怒りの葉」にキー坊を取り込ませ、巨人に変身させようとする。

## 作品解説

### 経緯
渡辺はこれまでの映画ドラえもんにおける「長編のパターン」ではないかたちで何か描けないかと、「今後、手がけてみたい作品」として以前より挙げていた、てんとう虫コミックス『ドラえもん』12巻収録の短編「ゆうれい城へ引っこし」を原案とした企画を進めていた。しかし藤子プロより「さらばキー坊」が提案され、『緑の巨人伝』の制作がスタートすることとなる。「ゆうれい城へ引っこし」は映画化されなかったものの、渡辺が絵コンテを担当しテレビシリーズという形で制作された。

### 脚本
制作当時『ドラえもん』へ対しストイックになっていた渡辺は「ドラえもんはこうあるべき」という自身の主張と、エコロジーをテーマとするにもかかわらず安易な本作のプロットやシナリオと相容れることができず、反発心がぬぐえなかったという。結果として決定稿がまとまらないまま、スケジュール的な理由と総意で渡辺は絵コンテの作業へ突入することとなった。
反発したその主たる理由の一つが、本作の原案となる「さらばキー坊」で渡辺が注目した、「のび太とキー坊の関係」であった。キー坊は言葉を話さない植物の擬人化であり、人と緑を繋ぐ存在である。しかしそこでドラえもんの道具を使い、キー坊と同じ木々を変形して遊んだり、森や土の気持ちを理解するという描写をすれば、キー坊の存在する意味が無くなるだけでなく、キー坊がラストで発言する内容にも説得力がなくなるというのが、渡辺の主張であった。
そのため、映画と映画ストーリー（漫画）、更にはゲームでそれぞれ展開や描写に違いが多く見られ、特に中盤からエピローグ直前までは大部分が異なる。例えば映画ストーリーでは後半に暴走した植物型宇宙人のシラーたちを明確な悪役に位置付け戦いを繰り広げている一方で、映画は地球だけではなく彼らの母星である緑の星にも大規模な被害が出てしまい、シラーが己の愚かさを悟るという展開になっている。テーマも「環境問題を火種とした戦争」（後述）の物語へと移行する映画と違い、映画ストーリーは一貫して「動物と植物」の共生についてクローズアップがなされている。
| 題材         | 映画での描写 | 映画ストーリー                                                                         |
| ------------ | --- | -------------------------------------------------------------------------------------- |
| 「心の石」   | 場面ごとカット。 | 意思を持った裏山が、変形した木々や植物で、のび太たちをもてなす。                       |
| 「時門」     | 時門がタンマウォッチに置き換えられている。UFOに吸い込まれる際ドラえもんが落としたタンマウォッチが、のび太とキー坊が助けた小さな木に偶然引っかかる形で時間が停止する。                                | 裏山が時門を閉じて時間を停止させ、ドラえもんたちに助力する。                           |
| 緑のくるくる | ドラえもんが取り出した双葉型の道具で、具体的な名称や用途は作中で明言されない。初登場は漫画版の「双葉型の笛」が裏山から送られる場面に相当。終盤の泥に包まれた大地に、花が咲き乱れる場面でも登場する。 | 「双葉型の笛」として裏山から送られ、緑の巨人となったキー坊の心を呼び覚ます為に使われる |

### 演出
作中ではキー坊をはじめ植物に対しのび太や登場人物たち（ジョーロの少女や町の住人といったモブキャラクターも含む）が水を与える場面が繰り返し強調されているほか、「靴」が度々小道具として登場する。渡辺は「二人（のび太とキー坊）の関係の象徴」であり、「植物なのに動けるということの象徴」に位置付けている。
「のび太とキー坊の関係」に作品の重きを置いた結果、便利な道具を使って科学（人間）対生物（緑）の勝敗をつけた、地球を守る物語にはどうしてもしたくなかった渡辺は、「エコの前に考えることがある」と、戦争に対する思いや、「みんなは何をもって大切なものを守るのか」という部分に時間を割き、描いていく方向へと進めていく。だがクライマックスに近づくほど、物語は戦いの帰着点で折り合いを付けなくてはならなくなっていった。前述の通り勝敗の白黒をつけた物語にはしたくなかった渡辺には、藤子Fが「さらばキー坊」でもその場で結論を出さず次代につないだ問題を、映画で具体的に答えを出すことが最早困難であった。そんな中、渡辺は演出を「感じてもらう」方向へ舵を切ることを決断する。それは意図的に説明を抜いて奇妙なシーンでぼかし、抽象的となった描写から一つの結論に絞り込まず、どんどん広げ外に放つというものだった。

### 評価
「感じてもらう」作品となったことで、初号試写は誰にも意味が分からず、すさまじいものだったという。一番それを理解していた渡辺自身は本作を指し「世の愚作というのは、こうしてできていく」「駄作」と評しており、同時に、これで二度と『ドラえもん』の監督をやることはないなと思ったという。後年の『海獣の子供』に関するインタビュー内では、本作を「観る人に解釈をゆだねる作品」とインタビュアーが位置付けたことに対し、「自分が悩みながら作っていく過程で、結果的にそういう在り方を見いだした」「映画を作る喜びと同時に、映画の厳しさも教えられた作品」としている。
ライターの小黒祐一郎は渡辺へのインタビュー記事内で、「初っ端から非常に曖昧なまま話が進んでいって、ラストでその曖昧さがピークに達するという、かつてない映画」と評しており、「「『海獣の子供』は『緑の巨人伝』を思わせる作品だ」と言ってるファンもいる」とも発言している。

## スタッフ
| 原作                          | 藤子・F・不二雄 |
| 脚本                          | 大野木寛 |
| 演出                          | 宮下新平 |
| 作画監督                      | 金子志津枝 |
| 美術                          | 西田稔 河合伸治 |
| 3DCG スーパーバイザー         | 木船徳光 |
| 撮影監督                      | 岸克芳 |
| 編集                          | 小島俊彦 岡安プロモーション 三宅圭貴 中葉由美子 村井秀明 藤本理子 |
| 録音監督                      | 田中章喜 |
| 効果                          | 糸川幸良 |
| 音楽                          | 沢田完 |
| 総監督                        | 楠葉宏三 |
| チーフプロデューサー          | 増子相二郎 杉山登 |
| 監督                          | 渡辺歩 |
| 絵コンテ                      | 渡辺歩 宮下新平 |
| エフェクト作画監督            | 桝田浩史 |
| 作画監督補佐                  | 夏目真悟 佐々木美和 加来哲郎 大杉宜弘 |
| 原画                          | 佐々木政勝 ノブタカ 山口明子 霜山朋久 牧原亮太郎 大塚正実 志村恵美子 篠原真紀子 大谷敦子 佐藤雅弘 大城勝 宮田正幸 山中正博 八崎健二 松本憲生 植村淳 茂木琢次 林静香 宮前真一 杉光登 松坂定俊 角張仁美 そーとめこういちろう 秦洋美 吉田誠 田中薫 光田史亮 佐々木よし子 福富和子 本田リン 松尾亜希子 竹松一生 青井小夜 森田岳士 馬越嘉彦 西位輝実 馬場充子 𠮷川美貴 高橋良子 冨岡寛 奥村幸子 浅野直之 矢上孝一 小川完 小美野雅彦 榎本結 川畑えるきん 桑名郁朗 押山清高 矢向宏志 山本佐和子 原田大基 君島繁 吉田清美 中矢雅樹 |
| 動画検査                      | 小杉菜穂子 |
| 動画                          | ベガエンタテイメント 遠藤良恵 鈴木まりあ 大宮夏美 三谷悦郎 石川友子 伊藤仁美 吉野芙紀 松村美佳 オープロダクション 平岩聡 田中陽子 大村将司 曺宗徳 本庄裕貴 水野良美 小和田ひろみ 辻仁子 スタジオヴィクトリー 詍高実 本田吉剣 岡昭彦 木口智和 時田良平 スノーライトスタッフ 森下智美 江部賢 長澤基 阿尻麻実 ORANGE RYU JA YOUNG KANG MI RYEONG SON SEON AH KIM JUNG LAN LEE SEUNG A BANG SOON E KIM HYE JUNG AN MYOUNG SUK MIN HONG YI CHO YOUNG HEE PARK HAE WON PARK HAN HEE JEONG HYUN JEONG JEON JIN HEE KIM SUNG HYE PARK JIN KYUNG SON YOUNG JU PARKTAE BONG WHITE LINE KIM YOUNG MIN KIM JONG KYU BYUN JIN SUN CHA HYUN JU CHAE HYO JUNG KIM SHIN LI YANG HYO JUNG KIM MI HAE BAK JIN HEE HYOIN ANIMATION YO KYOUNG SUN CHAE JUNG RAN JO MI JUNG RIM JUNG WON KIM YOUNG WAN HANJIN YOU SU OK HAN SONG HEE JUNG YOUNG JA CHO YOUN SUNG CHO YOUN JUNG AN SOON AE KIM KANG IN YOO JUNG HA PARK MI YOUNG LEE YUN MI GO CHUNG SUK PARK KWANG YEOB HA SEONG HEE st. MAT 奥田延 口井令佳 夢弦館 山下宗幸 井上夏美 田中陽子 たくらんけ 寺田久美子 関戸良恵 岡田夏美 松村舞子 寺田眞佐子 藤あや子 加来由加里 梅林由加里 八木郁乃 |
| 色彩設計                      | 松谷早苗 |
| 色指定・検査                  | 吉田晴絵 高橋めぐみ |
| 色彩設計補佐                  | 堀越智子 |
| 仕上担当                      | 野中幸子 |
| デジタルペイント              | ベガエンタテイメント 田中里佳 倉内美幸 スタジオステップ 佐藤博美 鈴木怜子 牧田英儀 曽根久美子 佐藤智奈美 岡田紗代子 鈴木裕太 ORANGE AN YOUNG AE LEE WOO JAE LEE YEON JU LEE HWA YOUNG LEE MYEONG SOON HWANG BOO YOUNG PARK MIN YOUNG OH KYUNG HEE SHIN AH YEON LEE JI YOUNG WHITE LINE WON SEOUNG HEY LEE DONG HEE LEE SUN JU LEE SOOK JIM CHOI JUNG SOON YOON JUNG SOON JEON HEY SUNK AHN EUN JUNG HYOIN PARK HYOUN JUNG PARK EUN YOUNG JUNG UI SOOK SONG SEWNG HEE KIM SANG HEE KIM HYE SUN HANJIN SOOK YOUNG SUK KANG HEE KYUNG KIM JANG MI KIM HYE YOUG KIMHEE JUNG LEE YOO KYOUNG CHO SUN OUK JI YOUNG OK スタジオ・タージ |
| 背景                          | スタジオ・ユニ 中村隆 宮良子 鈴木朗 越膳滝美 久保季美子 岡部真由美 氣賀澤佐知子 楠本祐也 松本由美 石黒恵美子 高橋佐知 池田玲子 米田陽裕 ベガエンタテイメント 土橋誠 土橋知子 吉岡亜衣 STUDIO SEY 張正鎬 曹在炫 金慶淑 李晟基 アトリエローク07 下山和人 OKA AGUNG STUDIO RUFUS 宮本実生 川島裕充 熊谷恵里 大久保錦一 LOFT PACK SOO HUN CHA JOO SUK CHOI QANG SUK LEE SOO KOUNG YANG MI SOOK Q&M Studio KIM MAK KUI JUN KEUG SUN YOON SANG RO KIM DOO BI LEE HYE IM YOON KUEONG WNA KIM MIN JUNG KIM GEN YOUNG ECHO ANIMATION PAC 田崎万里子 |
| 背景スキャン                  | スキャン屋 佐藤広明 木村誠 斎藤明子 |
| オープニング制作              | IKIF 木船徳光 石田園子 IKIF+ 高賀茂寛人 森本祥久真 梅脇かおり 川津明吾 小室裕一郎 徳永真利子 藤川望美 |
| 3DCG監督                      | 奥村優子 |
| 3DCG制作                      | IKIF+ 菱川パトリシア 金子玲奈 熊倉ちあき 小久保将志 小林真理 平野将彦 丸山潤一 山田桃子 角内公 金原里紗 島朋子 中嶋涼子 秋生悠 中島文美加 盛田知世 吉田えり子 宍戸光太郎 村上佐世子 花沢宏樹 山田裕城 |
| コンポジット撮影              | アニメフィルム 山口則和 貞松寿幸 福田寛 西山朋広 木次美則 鈴木浩司 山田廣明 倉田佳美 下村博文 大森美奈子 羽鳥貢 手塚智鶴子 井上江美 梅田俊之 熊谷正弘 |
| 特殊効果                      | 干場豊 |
| 背景音楽制作                  | 音楽録音エンジニア 岡部潔 合唱 国分寺市立第八小学校吹奏楽団 指導 池田邦太郎 斉藤明子 制作協力 サウンド・スタッフ 澤原豊 田中好児 相良まさえ 藤本暁子 |
| 音響制作                      | AUDIO PLANNING U |
| 録音スタジオ                  | APU MEGURO STUDIO |
| 効果                          | グループ・アンド・アイ |
| ミキサー                      | 田口信孝 |
| アシスタント・ミキサー        | 村越直 |
| ダイアログ・エディター        | 大城久典 内山敬章 山本寿 |
| 音響制作デスク                | 浦上慶子 |
| デジタル光学録音              | 西尾昇 |
|                               | ドルビーデジタル・サラウンドEX 一部上映館を除く |
| 技術協力                      | 河東努 森幹生 コンチネンタルファーイースト株式会社 |
| 現像                          | 東京現像所 |
| HD編集                        | 山本洋平 金沢佳明 野本健一 |
| フィルムレコーディング        | 増田悦史 |
| タイミング                    | 井出義雄 |
| ラボ・コーディネイト          | 井上純一 |
| ラボ・マネージメント          | 土志田麻美 |
| ラボ・プロデューサー          | 加藤善仁 |
| アニメーション協力            | ベガエンタテイメント 松土隆二 武井健 笠木昇 安本久美子 河村武雄 馬場潤 |
| 掲載                          | 小学館の幼児誌・学年別学習雑誌 てれびくん 月刊コロコロコミック 別冊コロコロコミック コロコロイチバン! |
| まんが作画                    | 岡田康則 |
| 宣伝プロデューサー            | 豊田幸宏 |
| 宣伝                          | 福田信紘 土肥直人 西田信貴 |
| 予告編管理                    | 村田一 蔦川亜希 |
| 予告編ディレクション          | 野々市谷有美 |
| 予告編CG                      | 津田輝王 |
| トータル アートディレクション | 村井香里 |
| オフィシャルWEB               | 村田大典 蓮沼祐治 |
| おまけ映像                    | 腰繁男 杉崎聡 増泉路子 |
| プロモーション プロデュース   | 沢辺伸政 |
| 協力                          | 青森朝日放送 IAT 岩手朝日テレビ KHB 東日本放送 AAB 秋田朝日放送 KFB 福島放送 UX 新潟テレビ21 静岡朝日テレビ HAB 北陸朝日放送 メ～テレ(名古屋テレビ) 広島ホームテレビ 山口朝日放送 KSB 瀬戸内海放送 eat 愛媛朝日テレビ 九州朝日放送 NCC 長崎文化放送 OAB 大分朝日放送 QAB 琉球朝日放送 ★ Yahoo! JAPAN TSUTAYA 文教堂書店&ブックストア談 |
| 制作事務                      | 杉野友紀 服部高弘 宮澤英太郎 |
| 制作進行                      | 岡田麻衣子 八鍬新之介 廣川浩二 長田美香 荒木元道 中島進 永田雄一 菊地達也 |
| 制作デスク                    | 外﨑真 |
| プロデューサー                | 小倉久美 吉川大祐 藤森匠 島哲雄 山﨑立士 |
| 「映画ドラえもん」制作委員会  | 横田清 秋本武英 山崎俊一 藤山雅紀 松久智治 小野仁 小川邦恵 天野賢 新井聡 塙智行 間瀬謙介 佐藤龍伸 山守貴子 平川愛 佐藤隆一 福原望 高山智司 小林順子 池田光子 清水智美 鶴見治子 尾﨑美香 大倉俊輔 |
| 制作                          | 藤子プロ 小学館 テレビ朝日 ADK 小学館プロダクション シンエイ動画 |
|                               | ©藤子プロ・小学館・テレビ朝日・シンエイ・ADK 2008 |

## 主題歌
オープニングテーマ「夢をかなえてドラえもん」
作詞・作曲 - 黒須克彦 / 編曲 - 大久保薫 / 歌 - mao / コーラス - ひまわりキッズ（コロムビアミュージックエンタテインメント）
今作では歌詞がほかの作品と異なり全てひらがな表記となっており、コーラスやドラえもんのコール部分も表示されている。
エンディングテーマ「手をつなごう」
作曲 - 西野芳彦・絢香 / 編曲 - L.O.E / 作詞・歌 - 絢香（ワーナーミュージック・ジャパン）

## ノベライズ
『小説 映画ドラえもん のび太と緑の巨人伝』（ISBN 9784092314702）
小学館ジュニア文庫、2023年11月22日発売（新書判・電子書籍）
原作 - 藤子・F・不二雄 / 著 - 涌井学 / 脚本 - 大野木寛
2008年の映画公開より15年の時を経てノベライズ化された。キャッチコピーは「緑の巨人とは一体何だったのか!? 小説ならではの解釈で今、問い直す。」。
映画版をベースにしつつも映画ストーリー（漫画版）で語られた設定（緑の星でかつてあった植物と動物の戦争や土地が痩せていることなど）を盛り込み、著者の涌井が過去に手掛けた『小説 映画ドラえもん』シリーズ同様、オリジナルシーンの追加や登場キャラクター・テーマに対し独自の掘り下げで再構成している。例えば緑の巨人の中をのび太とリーレが歩いている途中でシラーと出会い3人でやりとりするなど、映画版の中盤からエピローグ直前などは大部分が置き換えられている。
また、『小説 映画ドラえもん』シリーズでの前作である『小説 映画ドラえもん のび太と空の理想郷』（2023年）と、今作の次作となる『小説 映画ドラえもん のび太の地球交響楽』（2024年）などでクレジットされていた「監督」が、今作ではクレジットされていない。

## 関連企画

### ドラえもん春休みスペシャル もうひとつの“緑の巨人伝”
『ドラえもん春休みスペシャル もうひとつの“緑の巨人伝”』は、2008年3月28日に放送されたテレビアニメ『ドラえもん』（第2作2期）の特別番組。「もうひとつの“緑の巨人伝”」「キー坊が恋をした」および「ジキルハイド」の3作品から成る。『ドラえもん のび太と緑の巨人伝』と関係する2作品（「もうひとつの“緑の巨人伝”」「キー坊が恋をした」）について説明する。
登場人物は以下の通り。
ドラぼてん（水田わさび）&のびテン（大原めぐみ）
「もうひとつの“緑の巨人伝”」に登場。サボテン型植物星人の2人でドラえもんとのび太にそっくりである。吟遊詩人で各地を旅しており、主に「サボサボサボサボサボサボサボサボサボテンブルース〜」という歌詞が特徴の歌を歌う。しかし肝心の歌は下手である。のびテンは自分のトゲをぬいてつくった「トゲソード」、ドラぼてんは頭から無数のトゲを飛ばせる。
旅をしていたときに偶然幼い頃のリーレ(声：渡辺菜生子)と出会い（そのときリーレは城から逃げ出して兵士に追われているのを「悪い人達に追われている」と嘘を言ってごまかした）、共にグリンピアを脱出し、禁断の森で緑の巨人を探すこととなる。その後、物語の終盤で迎えに来たシラーのおかげで禁断の森から脱出し、リーレから勲章を授かる。再びさすらいの旅に出るものの、荷物の中にリーレが隠れていて「私も連れて行け」と言われてしまう。
リーレの父（声 - 宇垣秀成）&リーレの母（声 - まるたまり）
「もうひとつの“緑の巨人伝”」に登場。リーレの父と母。映画でも写真でしか登場せず、すでに亡くなっていたらしい。
神成さんの家のバラ
「キー坊が恋をした」に登場。神成さんの家にあるバラ。キー坊が恋をしたのだが、性別は男だった。